# Côndrulo

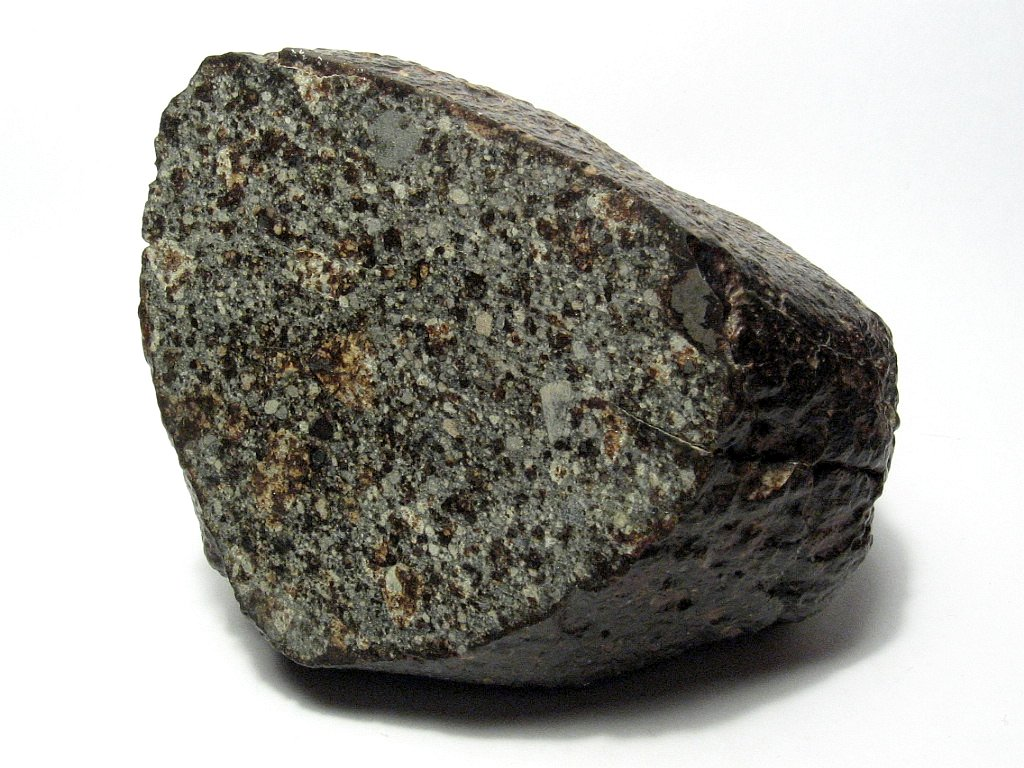
Meteorito rochoso tipo condrito, seu interior exibe os côndrulos, indicando que esse meteorito é um fragmento de asteroide primitivo, matéria primordial da formação do sistema solar.

Um côndrulo é uma pequena esférula de minerais e liga de ferro-níquel. Essas pequenas esferas de matéria primordial da formação do sistema solar medem cerca de 2 a 4 milímetros. Os côndrulos são grânulos que se formaram pela condensação da matéria bruta na forma de poeira cósmica que estava dispersa no disco proto-planetário que deu origem ao sistema solar.
Esses grânulos formaram pedras maiores chamadas planetesimais, esses objetos são a matéria prima dos planetas e atualmente o que restou de planetesimais se organizou em cinturões, um entre a órbita de Marte e Júpiter e o outro além da órbita de Plutão, chamado de cinturão de Kuiper. Esses corpos planetesimais remanescentes são chamados asteroides e a maioria da geologia destes é primitiva e conserva sua estrutura de côndrulos imersos em uma matéria mineral e de ferro-níquel. Os meteoritos mais abundantes ou mais encontrados são os condritos, fragmentos de asteroides primitivos que caíram na Terra. Como todo meteorito rochoso tem uma crosta de fusão, quando se corta um meteorito tipo condrito para ver seu verdadeiro aspecto, pode-se observar os côndrulos.